# Bohuslav Dvořák
Bohuslav Dvořák, známý též jako „Baťka“ Dvořák (30. prosince 1867 Praha – 16. února 1951 Praha-Královské Vinohrady), byl český malíř - krajinář, žák profesora Julia Mařáka a ilustrátor odborných mykologických časopisů a knih.

## Život
Bohuslav Dvořák se narodil 30. prosince 1867 v Praze. Maturoval na Reálném gymnáziu v Truhlářské ulici v Praze. V letech 1889–1897 studoval v krajinářské škole prof. Julia Mařáka na pražské malířské Akademii. Patřil mezi nejdéle studující absolventy krajinářské speciálky a v r. 1897 mu bylo uděleno Hlávkovo studijní stipendium.
V roce 1893 pobýval poprvé v Podkrkonoší se svými spolužáky z Akademie Fr. Kavánem a B. Plaškem. Ubytování našli v Šárovcově Lhotě, odkud vyráželi malovat venkovské motivy i lesní partie Mezihořského údolí. V roce 1895 navštívil spolu s malíři Fr. Kavánem a J. Holubem Železné hory. Mecenáš Josef Hlávka zakoupil Dvořákův obraz z tohoto období Duby na hrázi do sbírky Obrazárny Společnosti vlasteneckých přátel umění. V letech 1903 až 1907 jeho tvorbu významně ovlivňují společné malířské pobyty s Ant. Slavíčkem na Voticku, ve Stříteži a na Vysočině v Kameničkách. V r. 1907 na pozvání Fr. Kavána a rodáka z Nové Paky katolického kněze Jana Groha (1868-1943) přijíždí malovat do Levínské Olešnice u Nové Paky, kde v následujících letech kupuje domek. Zatímco Fr. Kaván "utíká" před červenou hlínou a stěhuje se zpět do Vítanova, Bohuslav Dvořák od té doby zůstává věrný Podkrkonoší. Během I. sv. války se usadil na nějaký čas v místě působení svého tchána řídícího učitele Krause v Lukavci u Hořic. Kolem roku 1927 se Dvořák přestěhoval z Levínské Olešnice do nedalekého Studence. Za II. světové války se přestěhoval do Hořic, kde žil a maloval až do své smrti. Dvořák měl rovněž ateliér na pražských Vinohradech v ulici Ve Pštrosce (dnes ulice Anny Letenské).
V roce 1896 patřil mezi zakládající členy Spolku výtvarných umělců Mánes a do roku 1926 se pravidelně účastnil členských výstav. V r. 1902 vystavuje s SVU Mánes v Hagebundu. V letech 1937/38 a 1949 mu byly ze strany SVU Mánes uspořádány souborné výstavy. Roku 1897 Dvořák poprvé představil svá díla (obraz Na sklonku jara) na výstavě Krasoumné jednoty v Praze. Na historicky významné výstavě Jednoty umělců výtvarných "Julius Mařák a jeho škola" v r. 1929 byl zstoupen 10 oleji a 14 akvarely (v katalogu reprodukován obraz Polní cesta). V roce 1941 obdržel státní národní cenu za životní dílo. Některá jeho díla reprodukovaly Volné směry (např. Na sklonku jara), Besedy lidu (např. Na jaře) i Zlatá Praha (např. Červen a Z Podkrkonoší). Bohuslav Dvořák zemřel v Praze na Vinohradech 16. února 1951.

## Dílo
Bohuslav Dvořák byl vynikající kreslíř, akvarelista a malíř - krajinář, zpočátku tvořící v intencích Chittusiho realismu. Později byl ovlivněn Ant. Slavíčkem a secesním tvaroslovím. Z dnešního pohledu jeho krajinářská tvorba nebyla tak četná, např. ve srovnání s jeho přítelem Františkem Kavánem, kterému na přelomu let 1906/07 píše: "Já už haldu neděl nedělám, leda někdy vytáhnu ňákou starou mrtvolu a přetřu ji znova, aby vypadala ještě hůř".
Zajímavostí je jeho rané dílo z r. 1890 malované ještě v duchu romantismu Cesta kolem horské bystřiny. Zpočátku své tvorby se nevyhýbal ani tradničnímu tématu Mařákovců, a to lesním interiérům. F. X. Harlas ve Volných směrech (7/1898) kladně hodnotí jeho obrazy z výstavy SVU Mánes : "Také Bohuslav Dvořák malíř omšených, v měkká roucha mechová zahalených balvanů a poetických koutků lesních slibuje pro budoucnost mnoho." Vysoce jsou ceněny jeho společné plenéry se spolužáky s Františkem Kavánem a Josefem Holubem v Železných horách. Ve Zlaté Praze (27. 5. 1898) K. B. Mádl hodnotí: "Jos. Holub a Boh. Dvořák jsou zrovna dvojčata, jejich práce volbou motivů i směrem nazírání jsou si tak podobny, jakoby z jedné ruky vyšly. Oba rádi předvádějí české nížiny, rovný kraj topící se ve svěží jasné zeleni, kterou tu onde mělký potok probíhá nebo něco bílých květů na tenkých větvích stromů proskakuje." Jedná se např. o obrazy Potok v Železných horách a Cesta k lesu.
V letech 1896 až 1999 pro profesora Mařáka zhotovil studie některých památných míst v Čechách, které byly určeny pro Národní muzeum. Pod Mařákovým vedením a společně s Pepou Mařákovou je pak v ateliéru Akademie převedl do definitivní podoby. K tématu památných míst se pak o několik let později (okolo r. 1905) vrací rozměrným obrazem Karlštejn, který je ve sbírkách Galerie hl. m. Prahy.
Později, v letech 1904 až 1907, maluje s Antonínem Slavíčkem v Kameničkách a okolí. Jeho krajiny charakterizuje dobře zvládnutý prostor s průhledy do dálky, detailní, sametově měkká štětcová kresba vegetace a celková harmonická skladba barev ve hnědo-žluto-zeleném zářivém koloritu.
Pod vlivem Ant. Slavíčka se v některých obrazech malovaných syntonosem přiblížil k impresionistickému pojetí (např. obraz Cesta, Oblastní galerie v Liberci). V jiných obrazech je patrný vliv malířů skupiny z Worpswede, zejména pak Fritze Overbecka (např. Léto v Kameničkách a Alej v Kameničkách)
Dle vzpomínek Fr. Kavána "Kvetoucí třešně rád neměl, hlavně však kvetoucí hrušky, jabloně, kaštany ovšem pak jeřáby, s červenoobroubenýmý baráky, které spojí v účinek nepřekonatelný, zvláště ozářený." Přibližně od roku 1910 jeho tvorba odráží některé prvky secese - stylizovaná mračna a "gobelínové" ztvárnění luční vegetace. Dynamičnosti u některých svých obrazů dosahuje prostřednictvím perspektivy z podhledu, svažujících se strání ke straně obrazu a valících se oblak nad krajinou (např. Z Podkrkonoší, Vítr v březovém háji a Kvetoucí mez v Lukavci). Na rozdíl od Fr. Kavána s oblibou harmonizoval červenou půdu (příp. cestu) s barvou střech a okolní krajiny (např. Cesta ve vsi a Husopaska u potoka).
V odborných mykologických kruzích byl vysoce ceněn za vědecky přesné kresby a akvarely českých hub, kterých zhotovil více než 800. Některé vyšly jako ilustrace v časopisu Mykologie. Dlouhodobě spolupracoval s významným českým mykologem prof. Karlem Cejpem.

### Zastoupení ve sbírkách
- Národní galerie v Praze, např. obrazy Duby na hrázi (Kovářské údolí), Železné hory (Zlatý potok) a Při silnici v Kameničkách
- Galerie hl. m. Prahy, např. obrazy Karlštejn, Vítr v březovém háji a Jarní vody Hořicka
- Oblastní galerie v Liberci, např. obraz Cesta
- Oblastní galerie Vysočiny v Jihlavě, např. obrazy Hadince, Jeřáby u Staré Paky a Když vane severák
- Východočeská galerie v Pardubicích, např. obrazy Starý mlýn a Polní cesta
- Krajská galerie výtvarného umění ve Zlíně, obraz Tání
- Památník národního písemnictví, obraz Cesta hájem (Z Chotěbořska)
- Městské muzeum a Galerie plastiky v Hořicích

## Významné výstavy
- 1911 - souborné výstavy v Mladé Boleslavi a v Pardubicích
- 1929 - Julius Mařák a jeho škola, Obecní dům, JUV v Praze (10 olejů a 14 akvarelů)
- 1937/38 - Bohumil Dvořák (chybně křestní jméno), SVU Mánes, Praha (přes 100 prací)
- 1949 - Bohuslav Dvořák, SVU Mánes, Praha
- 1999/2000 - Julius Mařák a jeho žáci, Jízdárna Pražského hradu, Praha
- 2014 - Krajiny domova Bohuslava Dvořáka, SVU Mánes, Praha (přes 60 prací)
- 2019 - Bohuslav Dvořák - procházka krajinomalbou, Městské muzeum a Galerie plastik v Hořicích

## Galerie

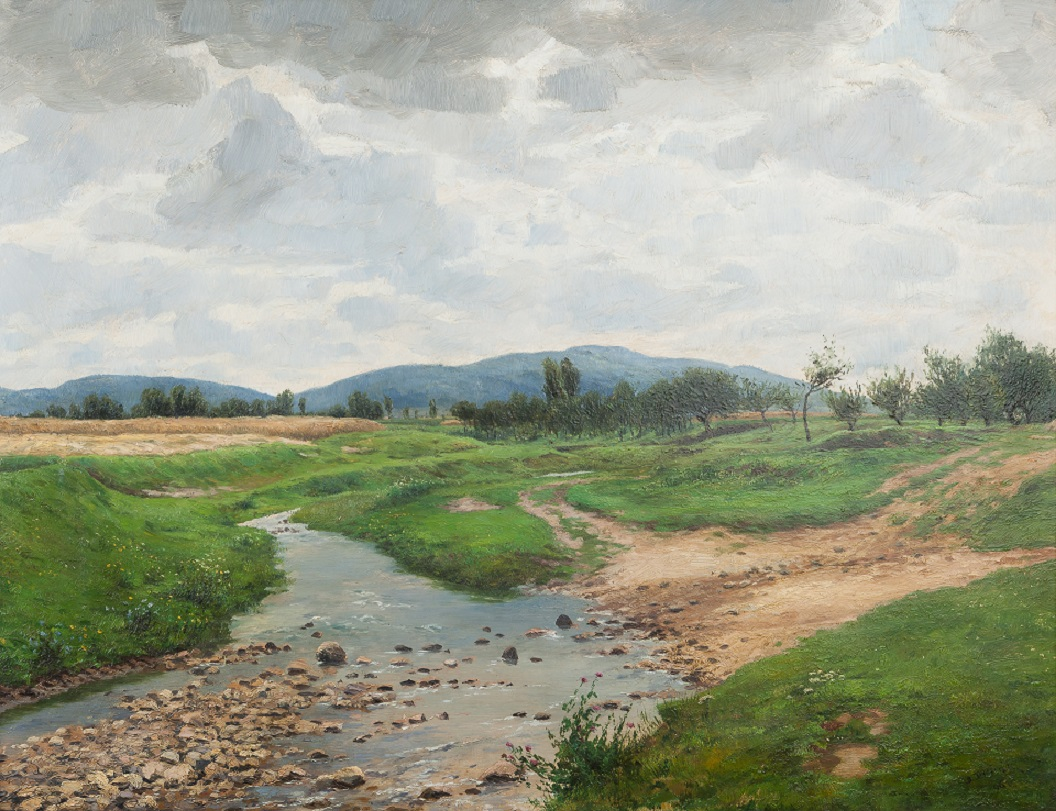
Bohuslav Dvořák Potok v Železných horách (1895)
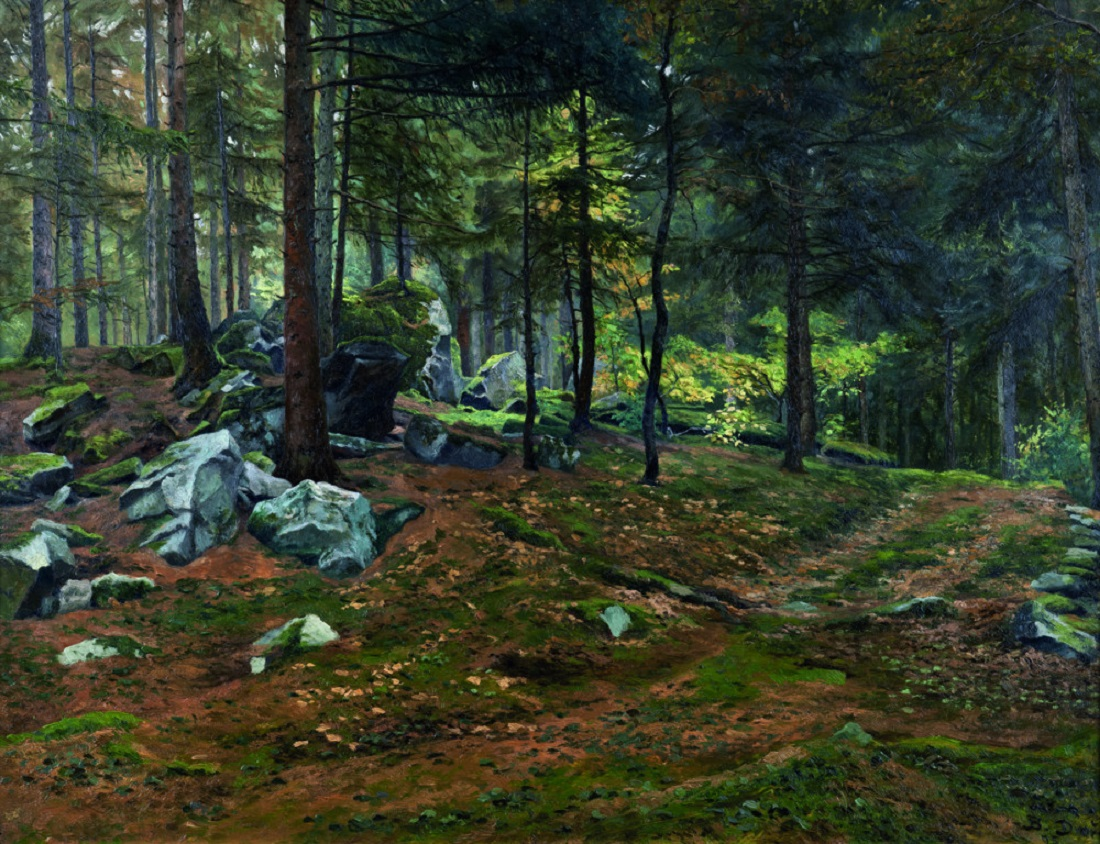
Bohuslav Dvořák Lesní interiér (1895)
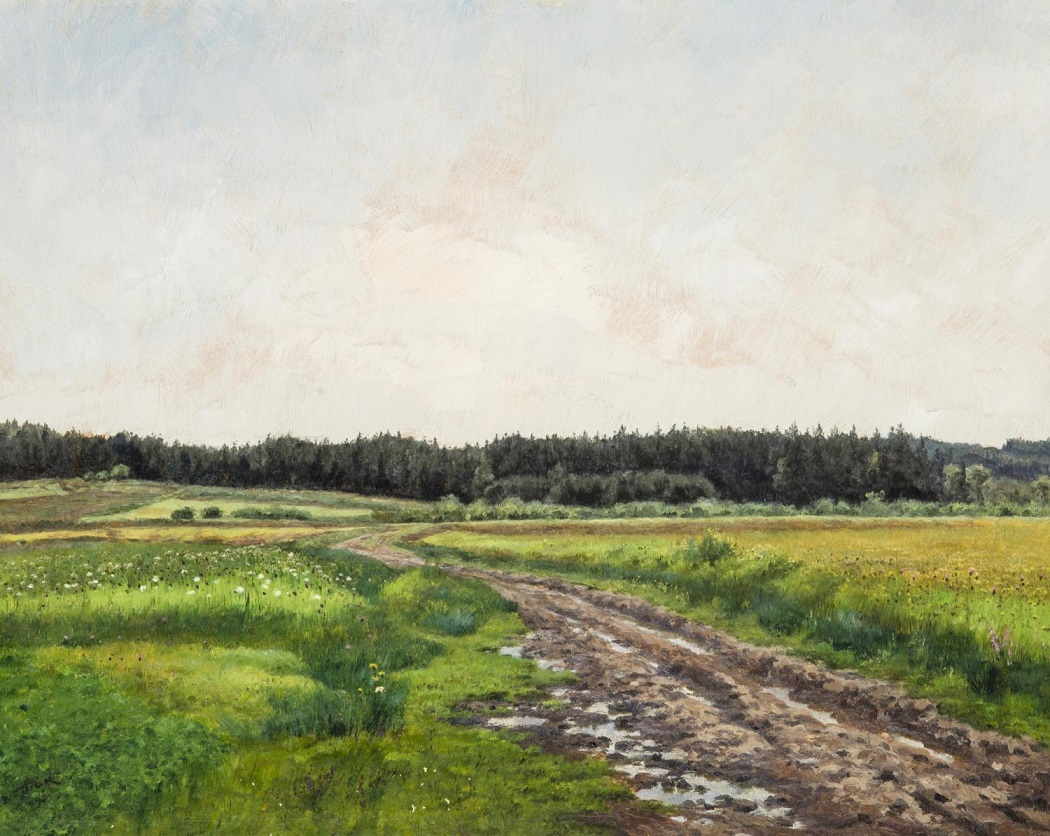
Bohuslav Dvořák Cesta k lesu (1896)
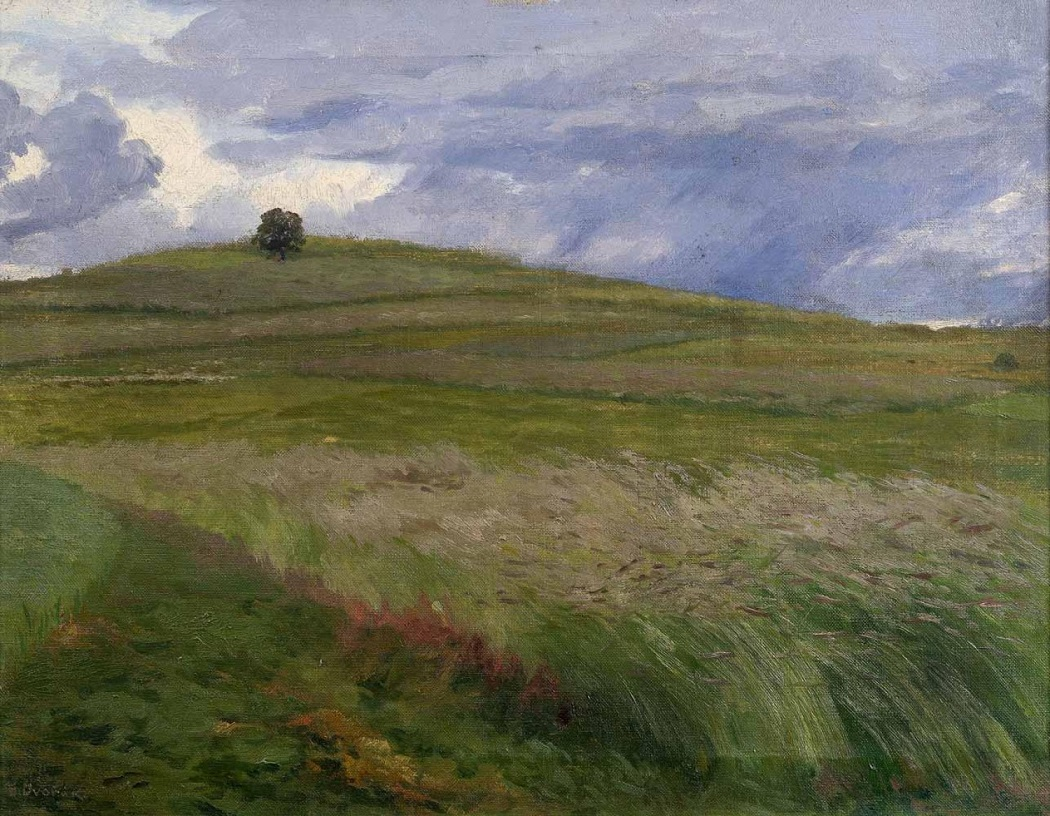
Bohuslav Dvořák V lukách
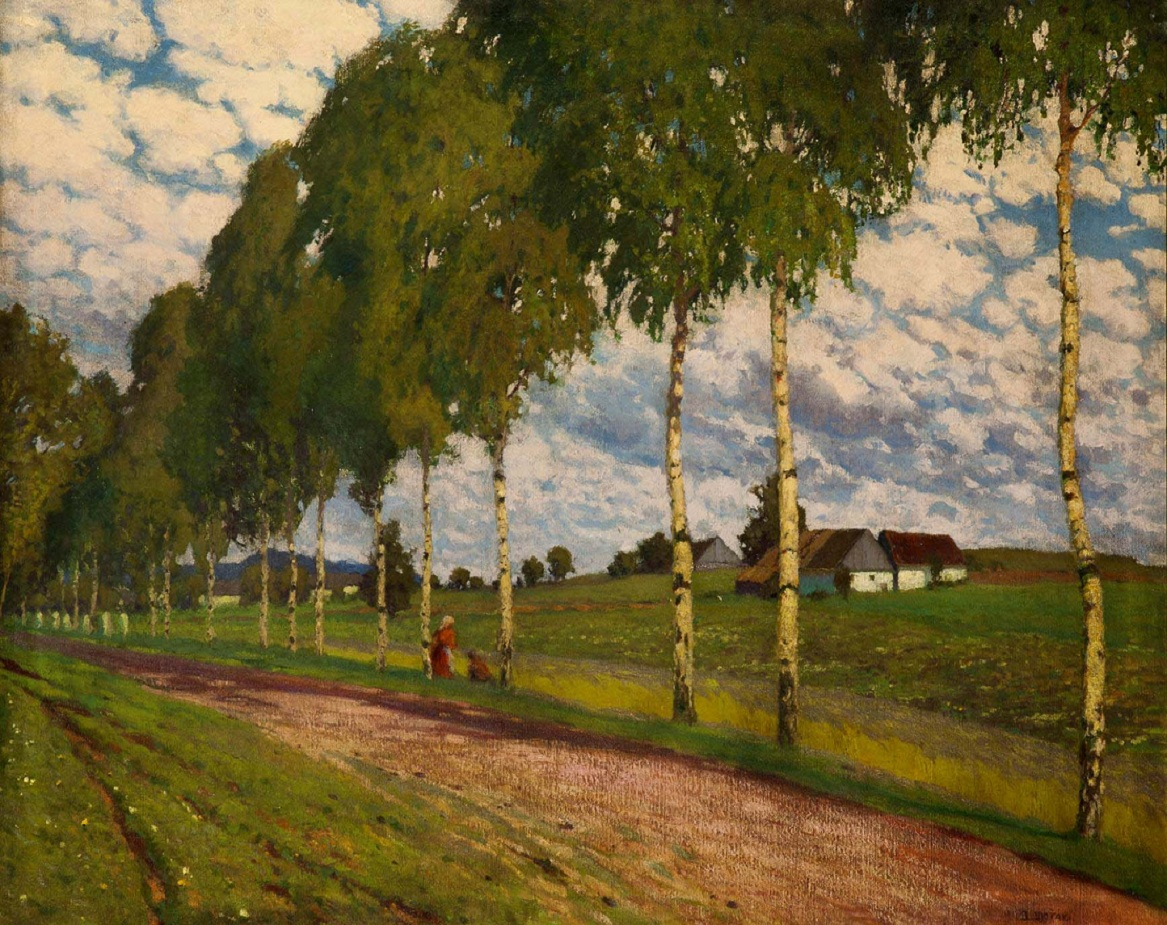
Bohuslav Dvořák Alej v Kameničkách (1904)
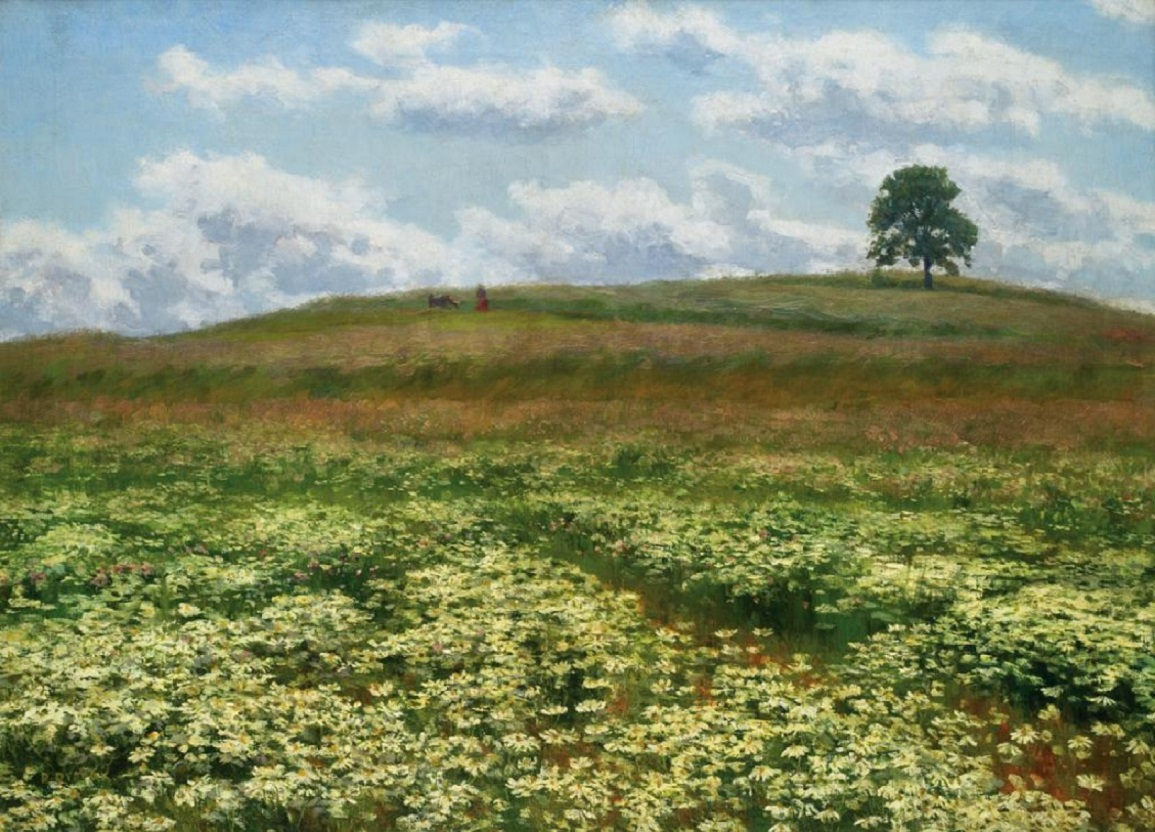
Bohuslav Dvořák Léto v Kameničkách (kol. 1905)
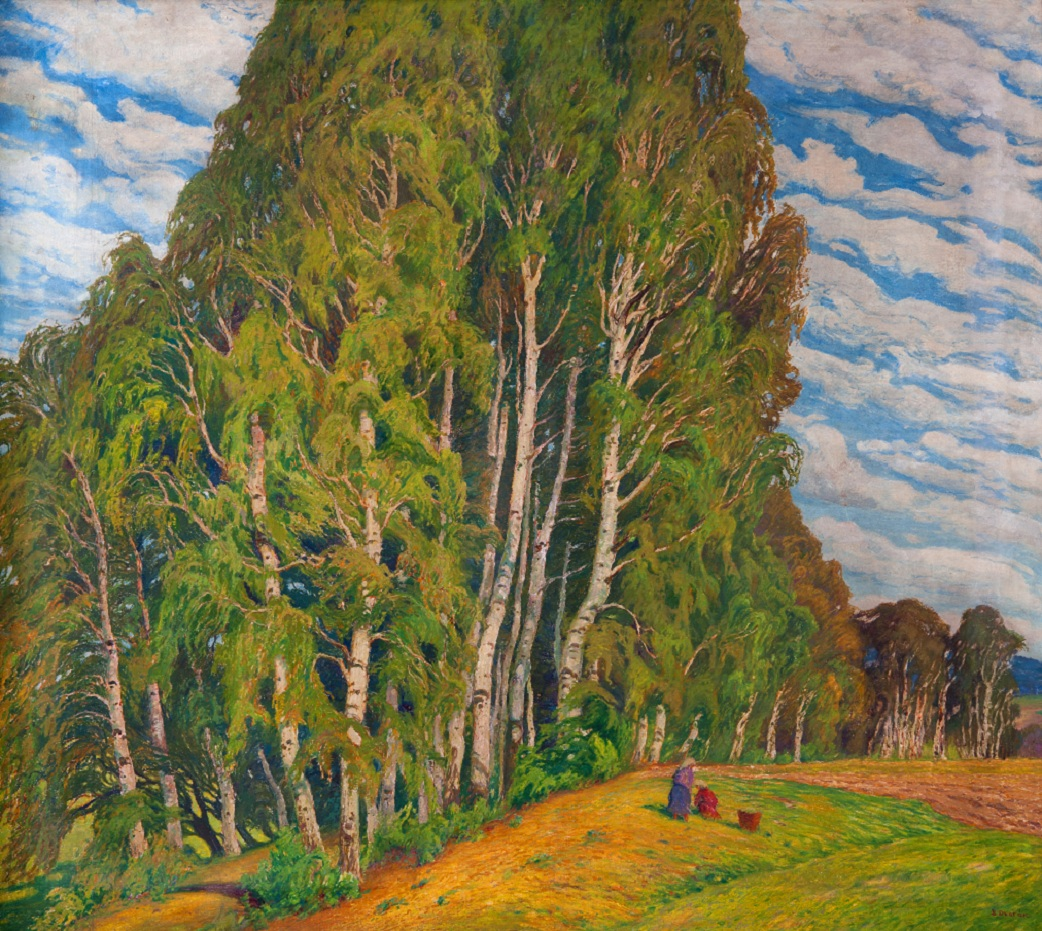
Bohuslav Dvořák Vítr v březovém háji
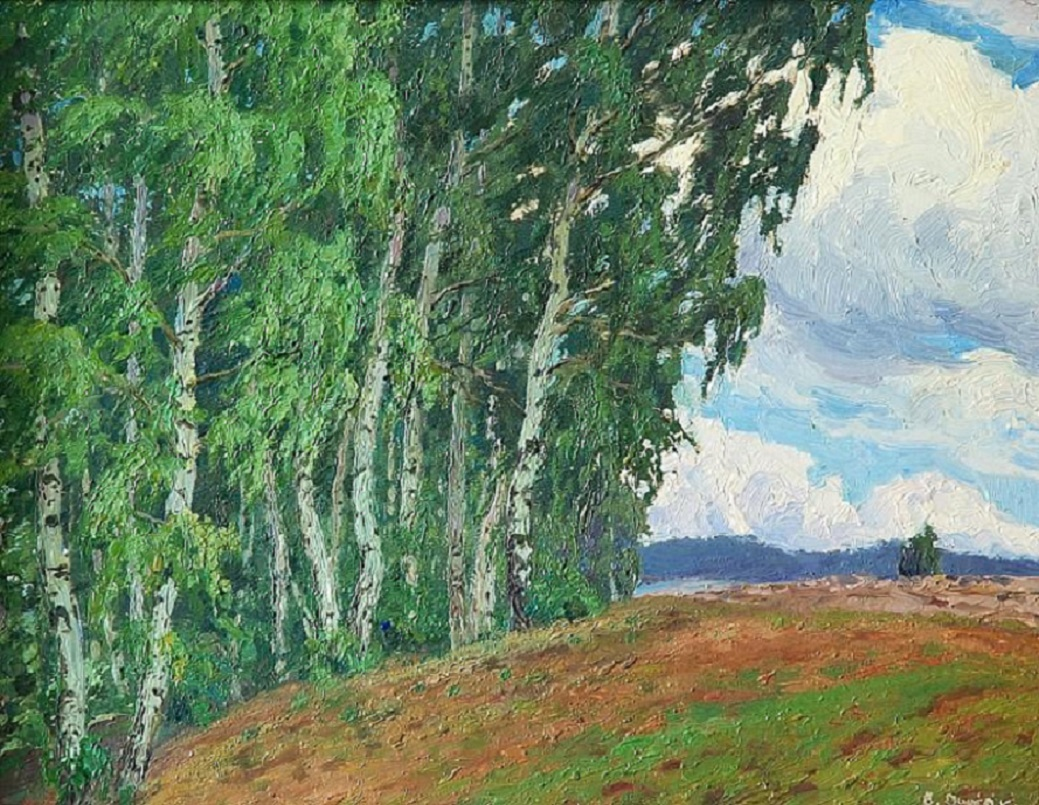
Bohuslav Dvořák Březový háj
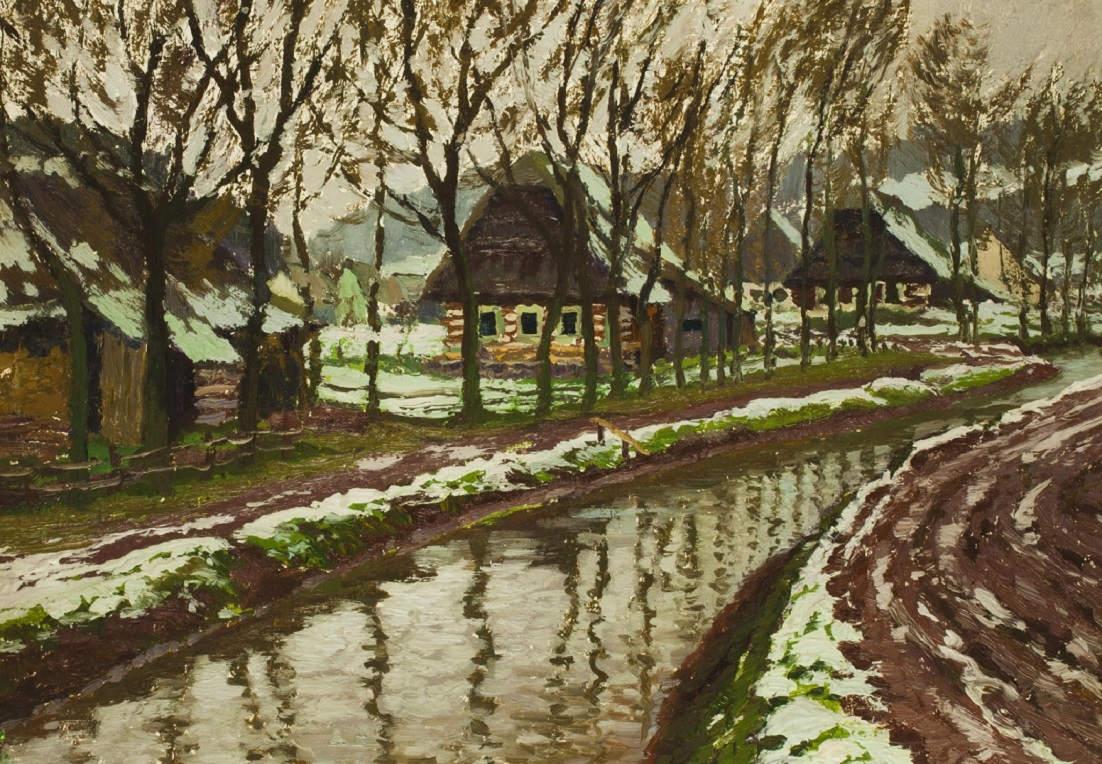
Bohuslav Dvořák Zima na potoce - Levínská Olešnice (1914)
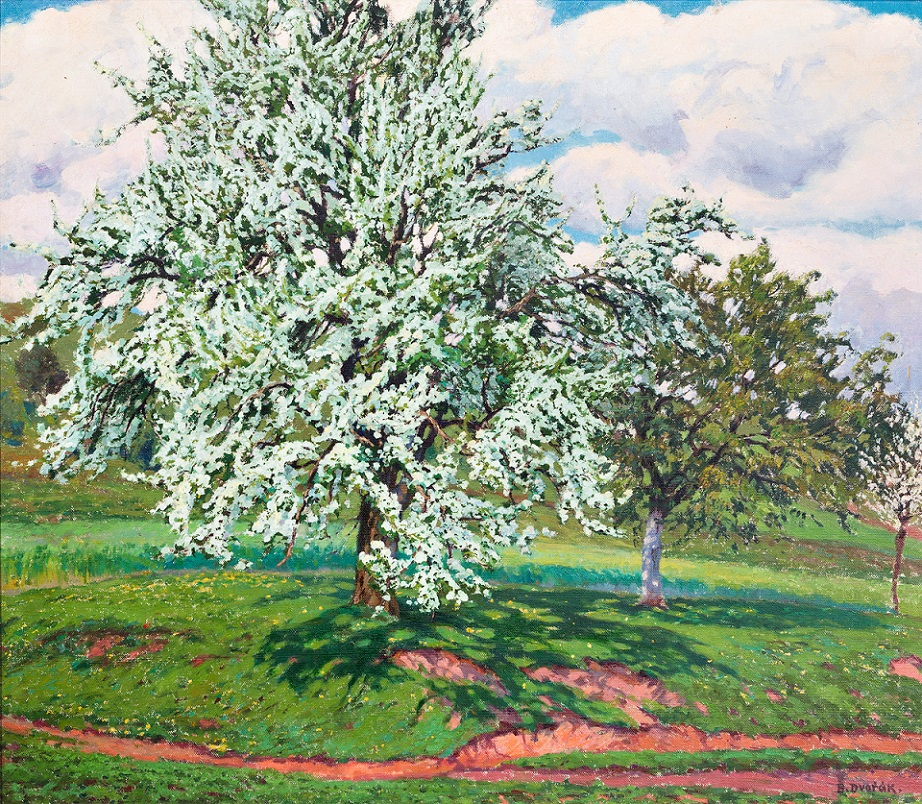
Bohuslav Dvořák Rozkvetlé stromy
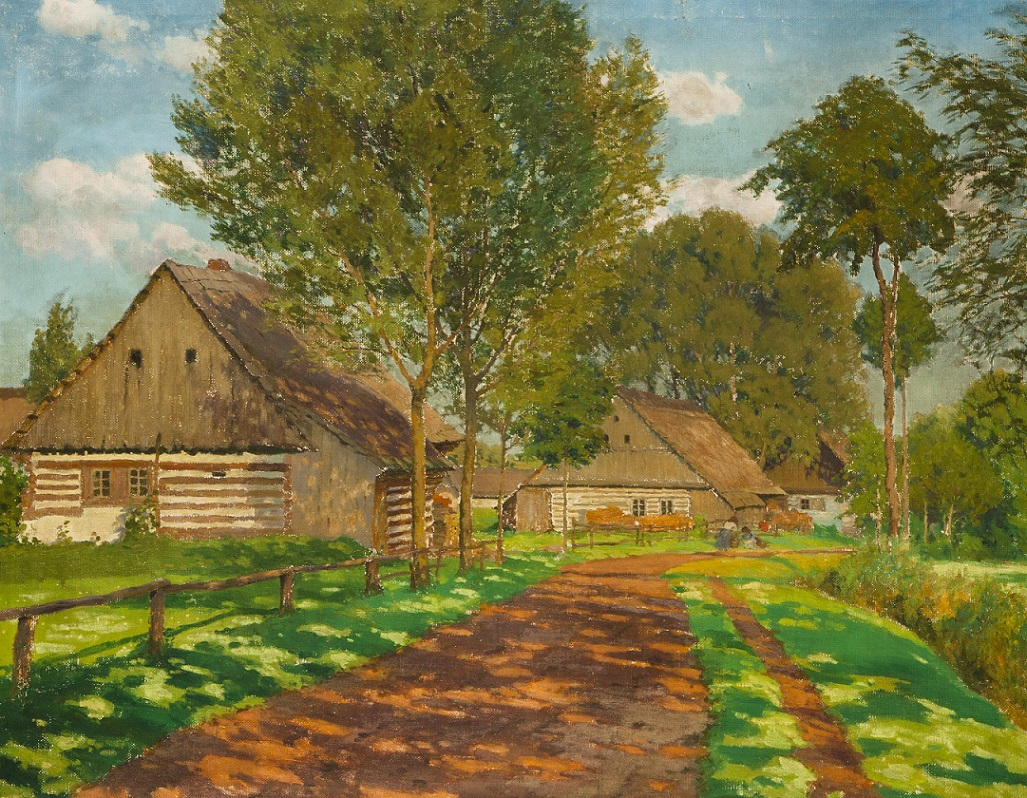
Bohuslav Dvořák Cesta do vsi
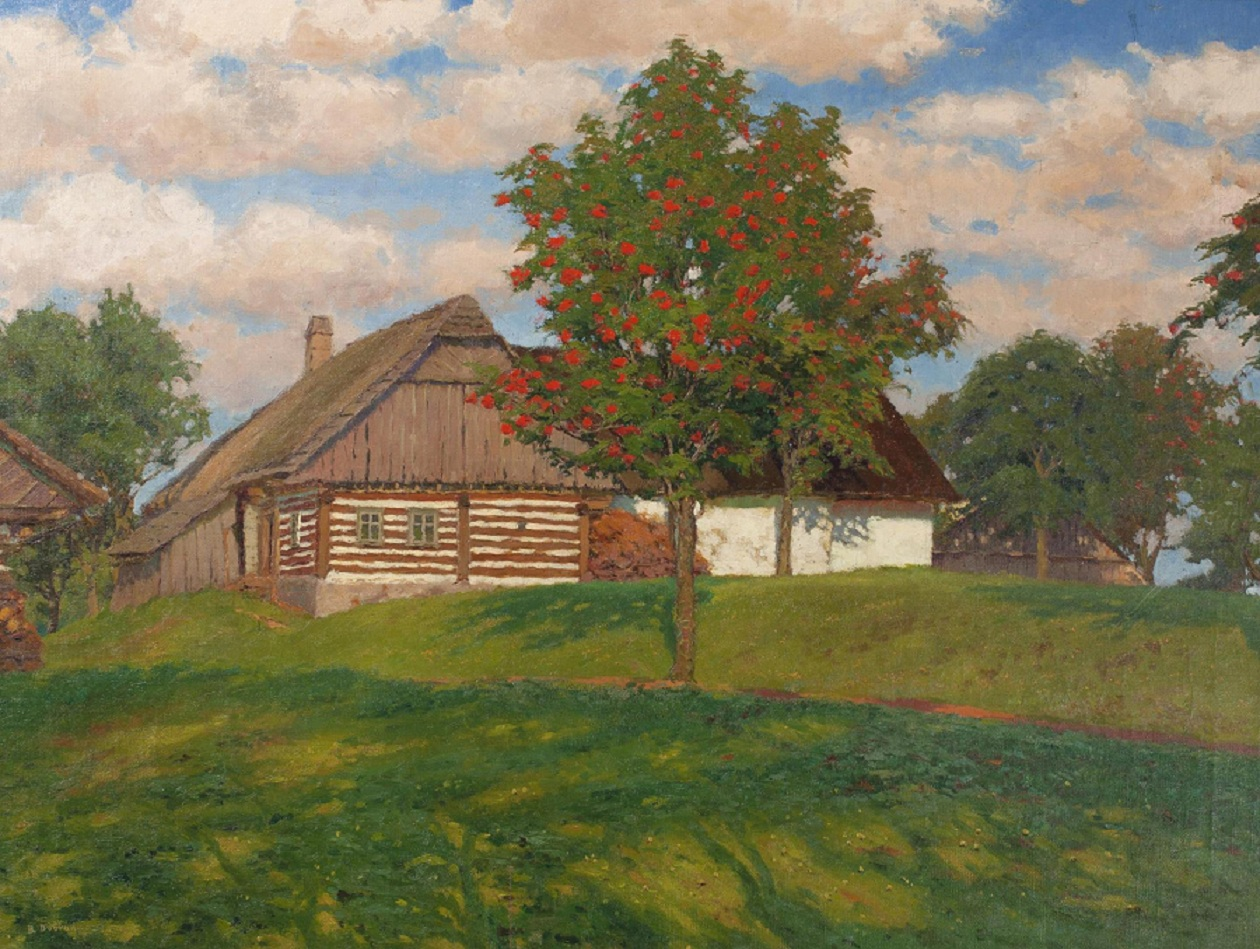
Bohuslav Dvořák Jeřáby u stavení
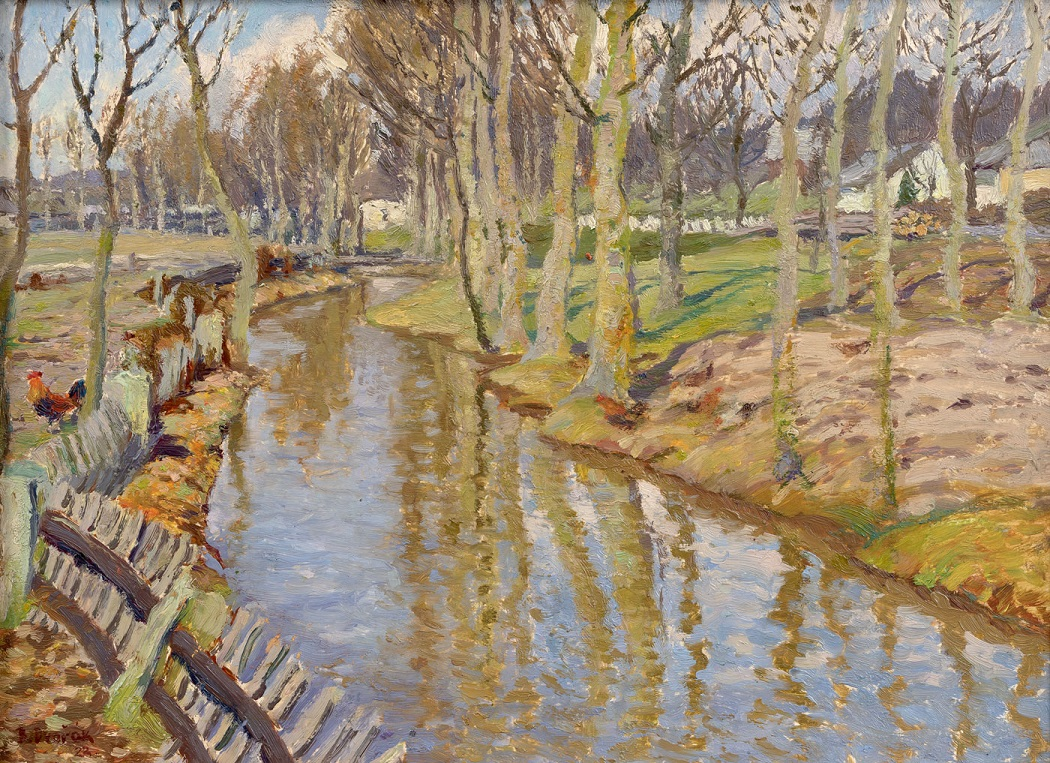
Bohuslav Dvořák Náves v Lukavci (1922)
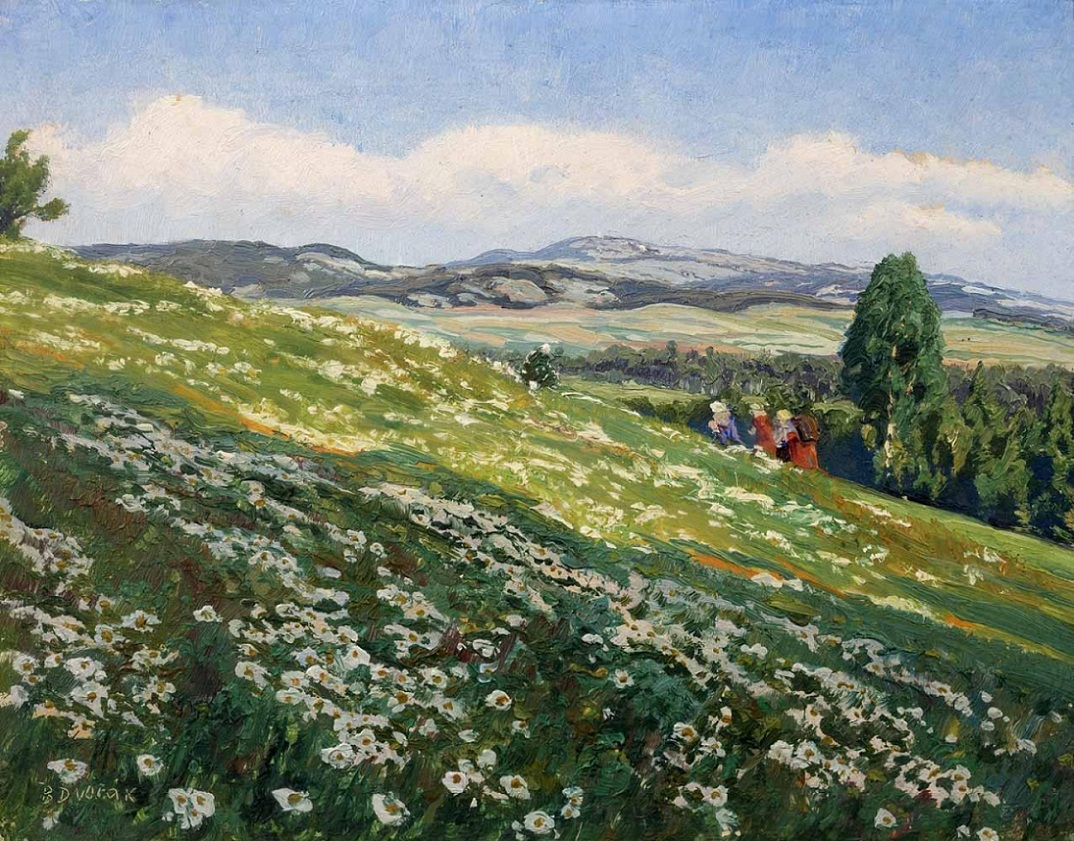
Bohuslav Dvořák Letní louka
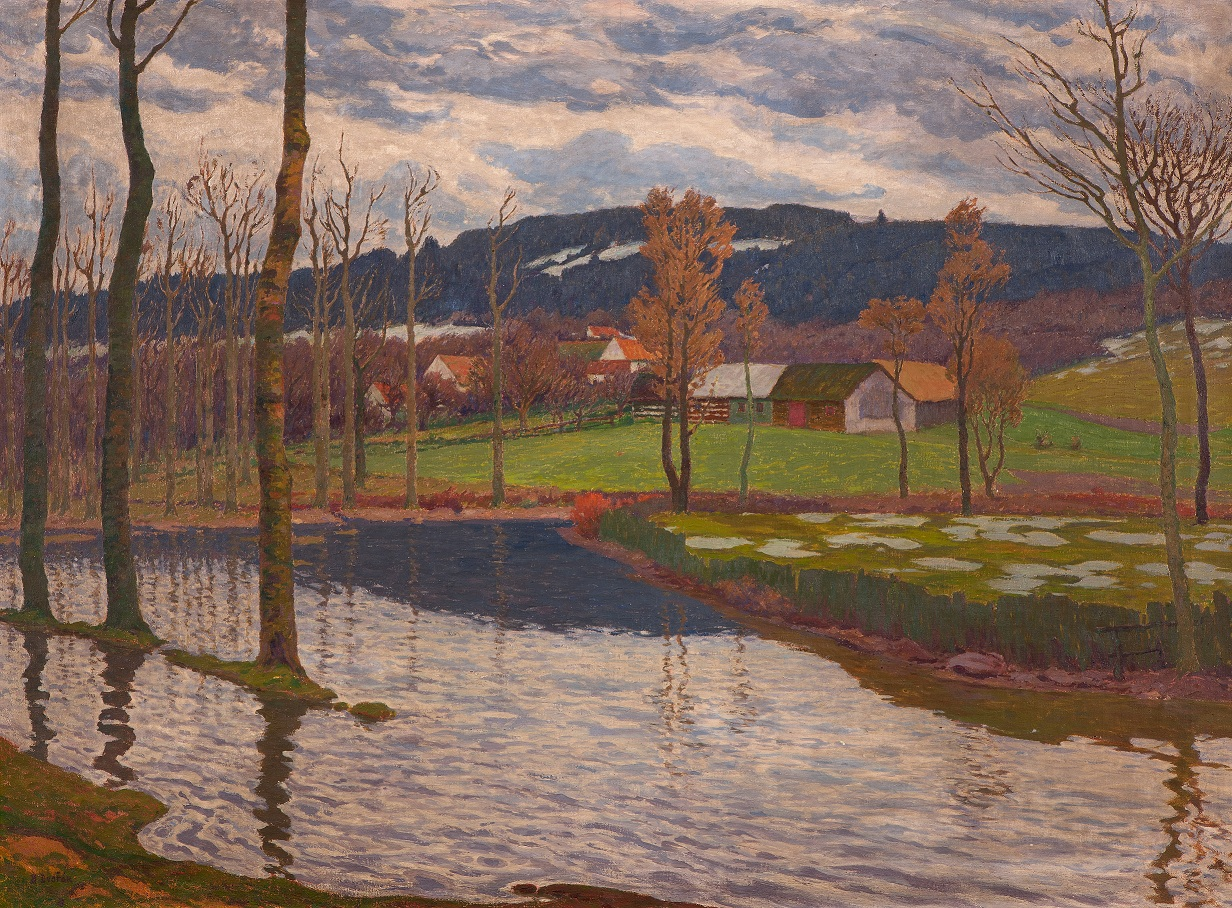
Bohuslav Dvořák Jarní vody Hořicka
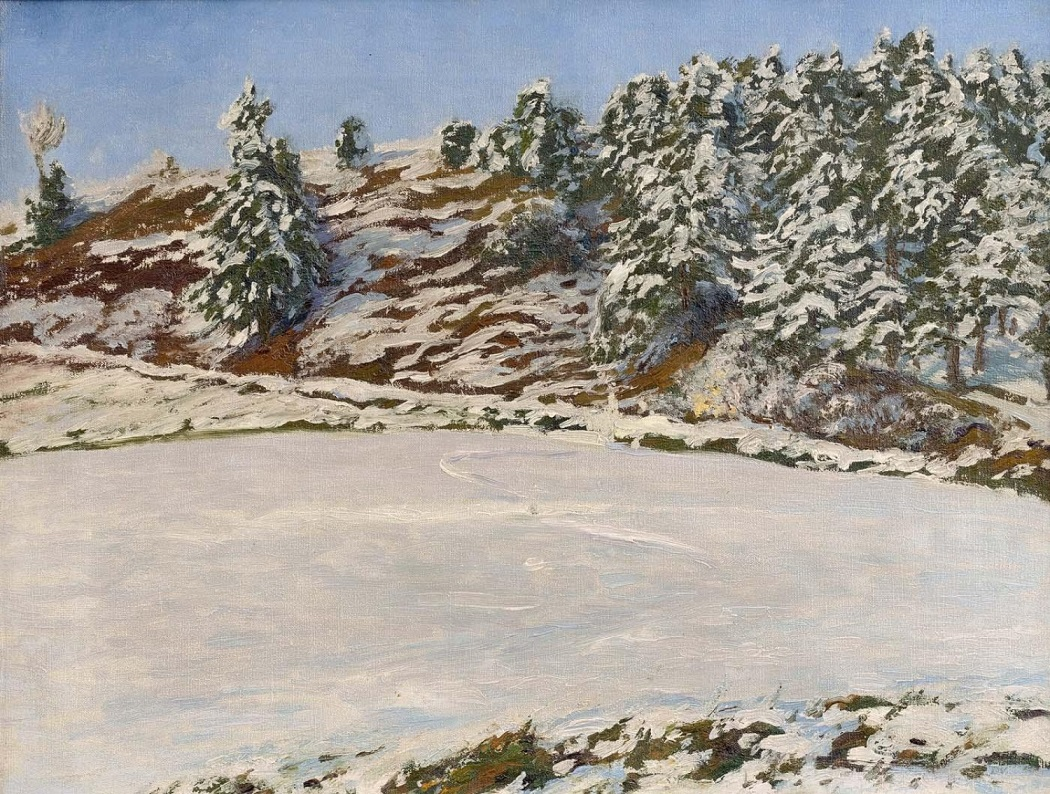
Bohuslav Dvořák Pod sněhem
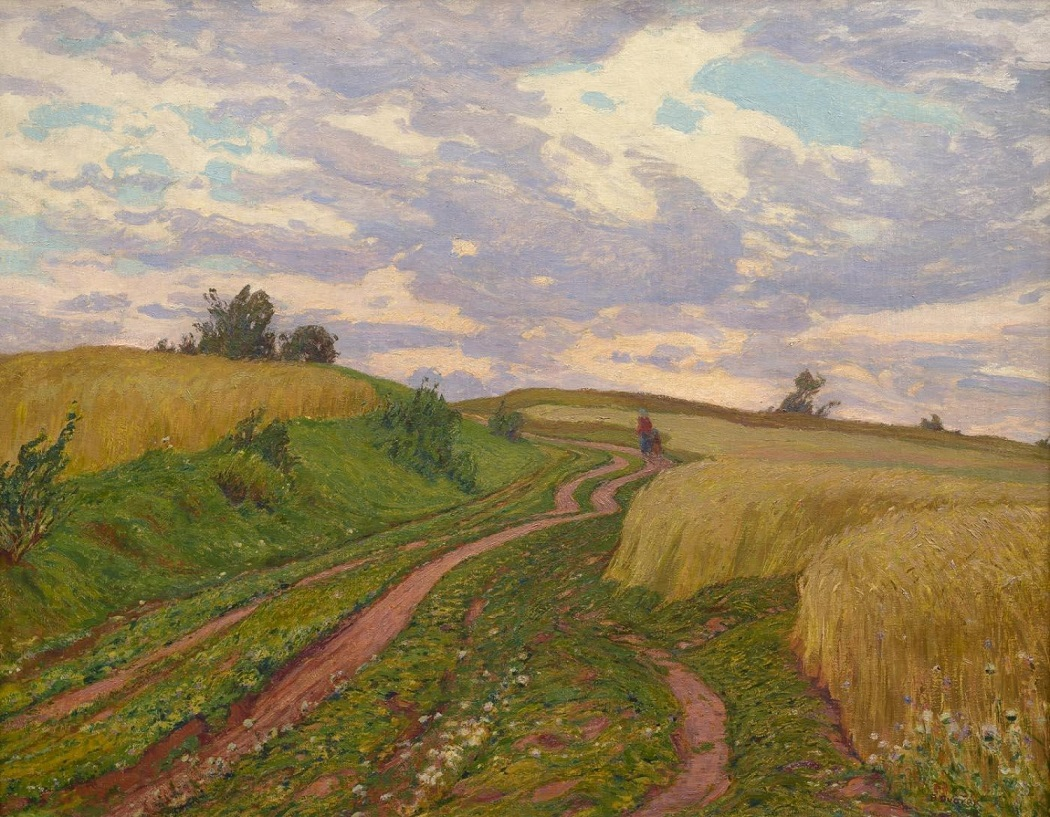
Letní odpoledne (1935)
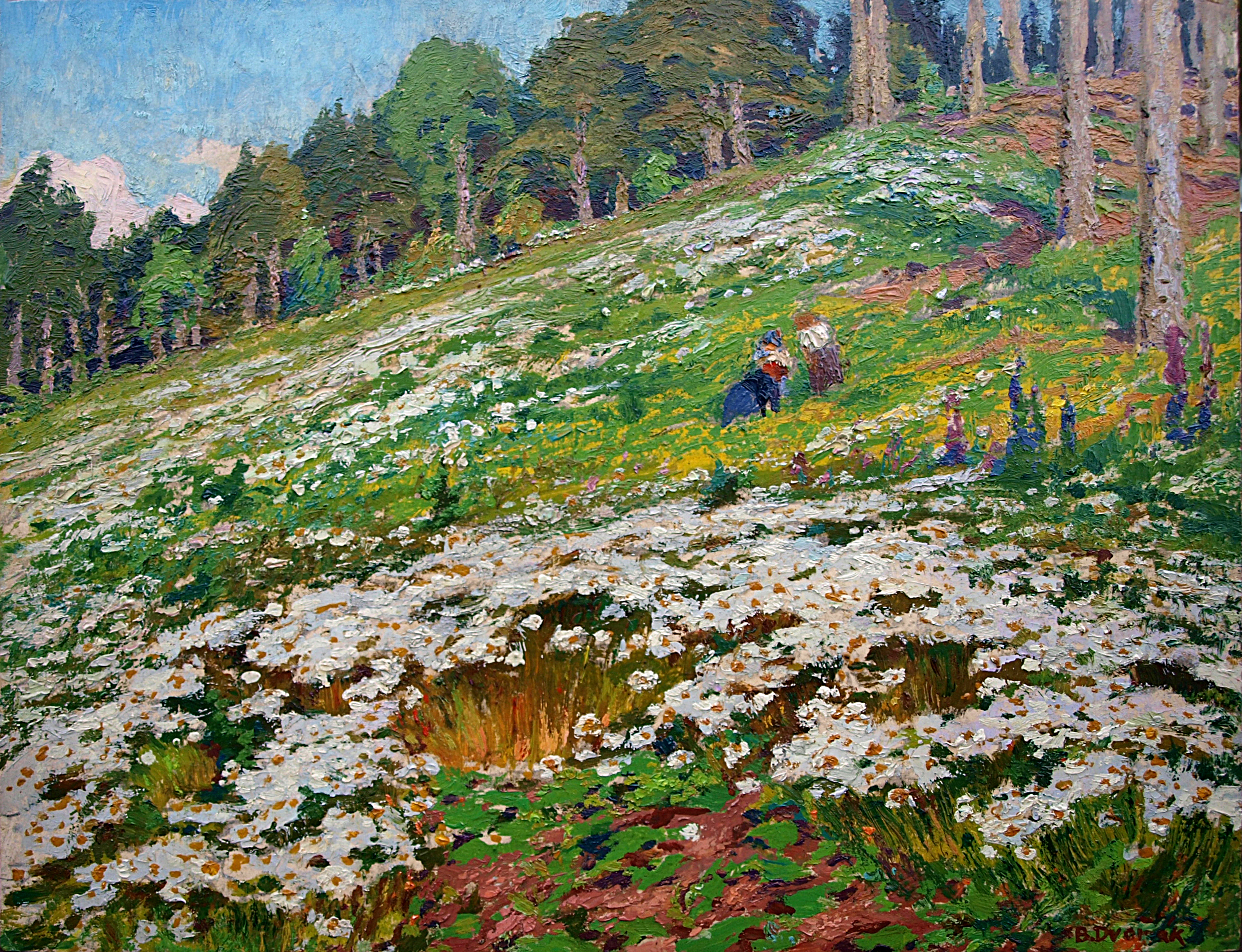
Bohuslav Dvořák Rozkvetlá louka
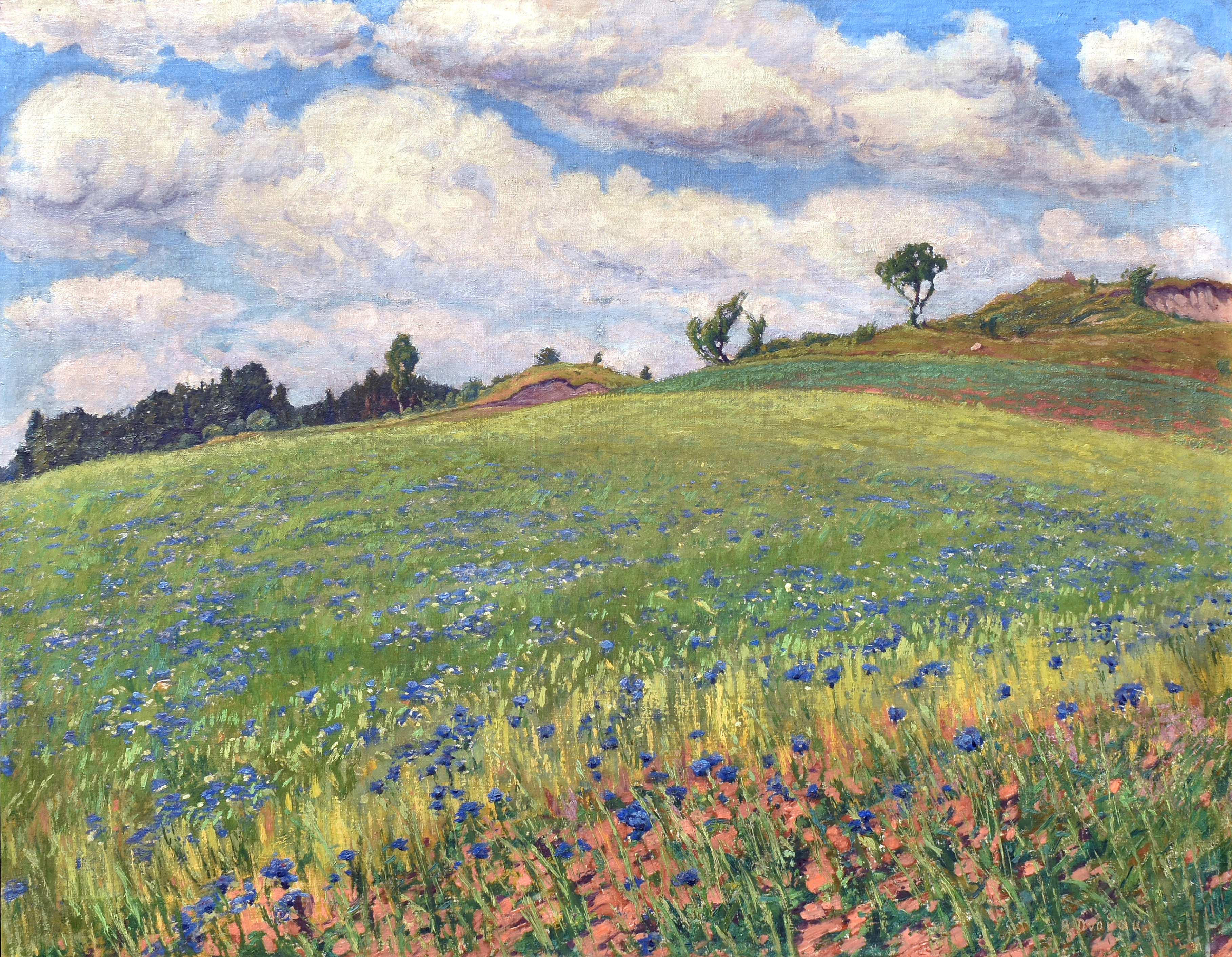
Bohuslav Dvořák Kvetoucí lněné pole
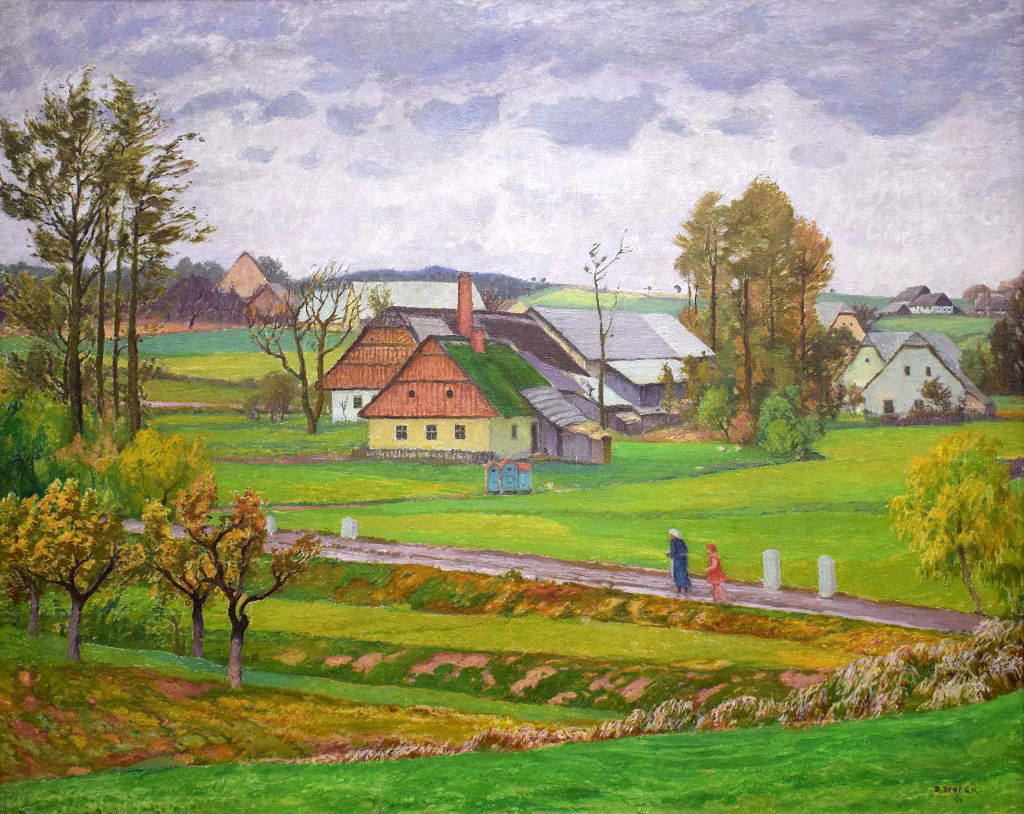
Bohuslav Dvořák Přeháňky
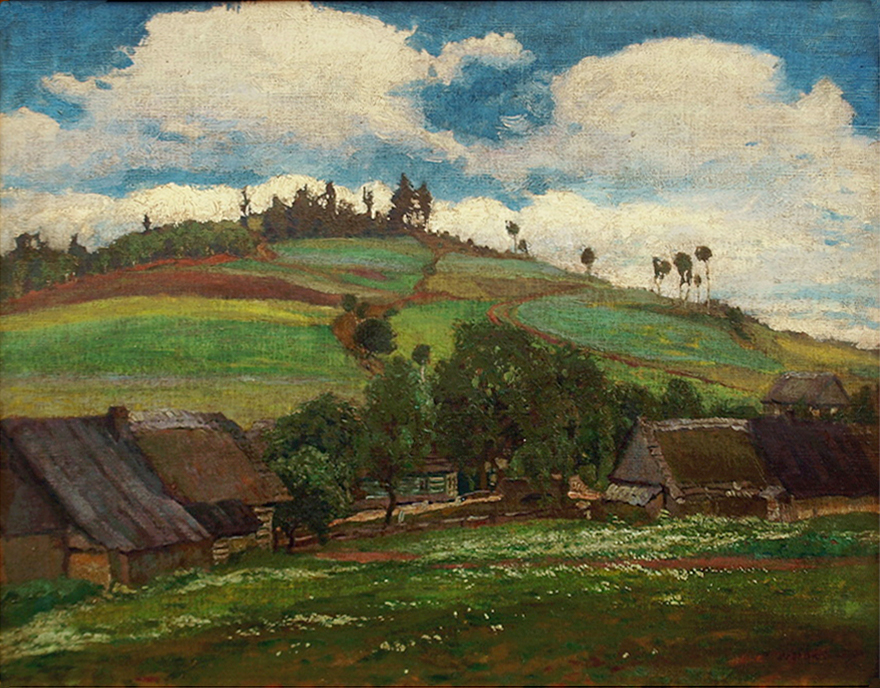
Bohuslav Dvořák (Baťka) - Z Krkonoš